# Inmigración noruega en Argentina
La inmigración noruega en Argentina es el movimiento migratorio proveniente de Noruega hacia Argentina. Hoy en día, la comunidad noruega en Argentina no es tan numerosa como las de otras nacionalidades europeas, tales como la italiana o la española. En la actualidad los inmigrantes noruegos en Argentina que se asientan en el país es principalmente por razones laborales y escolares, así como el intercambio cultural y comercial.  Además, la mayoría de ellos se concentran en Buenos Aires y el conurbano bonaerense aunque también hay pequeñas comunidades en otras partes del país, llegando a encontrarse alrededor de 300 ciudadanos noruegos en total.
En Argentina reside la segunda comunidad de descendientes de noruegos más grande de América del Sur, solo por detrás de Brasil.

## Historia
La historia de la inmigración desde Noruega hacia Argentina se inicia con la llegada del pintor Jan Jansen, mejor conocido en el Río de la Plata con el nombre de Juan Bautista Daniel, nacido probablemente hacia 1580 y considerado uno de los pintores más significativos del período colonial temprano de la América Hispana del Sur. Llega a Buenos Aires en 1605 por orden del gobernador Hernando Arias de Saavedra. Unos años luego se radica en Córdoba donde se casa con Isabella de la Cámara (una quinceañera hija de uno de los fundadores de la ciudad) y fallece hacia el 1660 en la misma zona.
Durante la presidencia de Bartolomé Mitre se inicia el establecimiento en Europa de agencias de inmigración para llevar colonos europeos al país. El diplomático argentino en Francia, Mariano Severo Balcarce, había sido autorizado para negociar un tratado de amistad, navegación y comercio con los Reinos Unidos de Suecia y Noruega, que firmó el 6 de julio de 1873 con el barón de Adeelsward. Afirmaba con ese motivo que en 1869, más de 60.000 suecos y noruegos habían partido hacia Estados Unidos aunque sin encontrar el bienestar que buscaban. Para Balcarce fueron suma importancia para atraer aquella inmigración "como los suecos y noruegos principalmente estos últimos son considerados los mejores colonos que allí se establecen -se refiere a Estados Unidos- quizás la consolidación de nuestras relaciones internacionales con su patria puedan inspirar mayor confianza a esos inmigrantes y contribuir a atraerlos a nuestra república", manifestó desde Europa al Ministro de Relaciones Exteriores un mes antes de la firma del tratado. La respuesta del gobierno nacional fue clara, y cuando el 1° de mayo de 1873 se establecían agentes en el Reino Unido de Suecia y Noruega, Dinamarca, Escocia y Norte de lnglaterra, se señalaba que: "Considerando; que establecida ya una fuerte corriente inmigratoria de las nacionales meridionales de Europa hacia nuestro país, es ahora conveniente la inmigración del Norte, por medio de agentes que popularicen conocimientos exactos sobre el clima templado, la ferocidad de la tierra, la facilidad de adquirirla en propiedad por el extranjero, sin perder su calidad de tal, la elevación de los salarios y la baratura de la vida, particularmente en los campos (...) Que en aquellos países del Norte, el nuestro es completamente desconocido de las clases laboriosas, a pesar de haber sido los escoceses los primeros colonos que vinieron después de nuestra emancipación política, todos los cuales hicieron una rápida fortuna, y no obstante también que actualmente existe en esta provincia la colonia dinamarquesa de Tandil que prospera tanto como las de otras nacionalidades establecidas tiempo atrás". Se esperaba que llegasen 100.000 inmigrantes por año, que servirían para poblar el sur del país y para distribuirlos donde más convenga a los intereses del país.
La primera ola de inmigrantes noruegos que llegaron a Argentina, estaban vinculados a los barcos mercantes. La mayoría de los emigrantes noruegos que tuvieron como destino a Sudamérica en la segunda mitad del siglo XIX y principios del siglo XX, se radicaron en Argentina, mientras que el segundo grupo más grande se ubicó en Chile y el tercero en Brasil. En 1920 en Sudamérica había 1700 personas nacidas en Noruega, la mayoría en Argentina. Entre 1906 y 1930 ingresaron 2.668 noruegos a Argentina. Desde 1913 a 1989 funcionó La Línea noruega de Sudamérica o Den Norske Syd-Amerika Linje, empresa marítima que unía los puertos de Noruega, Brasil y Argentina. Se estima que entre 5000 y 10000 noruegos emigraron a América Latina entre 1820 y 1940.
En su libro Historia de una pasión argentina, Eduardo Mallea (nacido en 1903 en Bahía Blanca) evoca a hijos de noruegos en su niñez. Su primera escuela fue el colegio inglés de Mrs. Hilton, corpulenta australiana:

"de tez bronce que nos gobernaba con el látigo, bien que siempre justamente como corresponde a los mejores entre los más fuertes, - se agrupaban los hijos rubios de tantos colonos,
hijos de dinamarqueses, de noruegos, de galeses, de alemanes, de galos, de celtas".

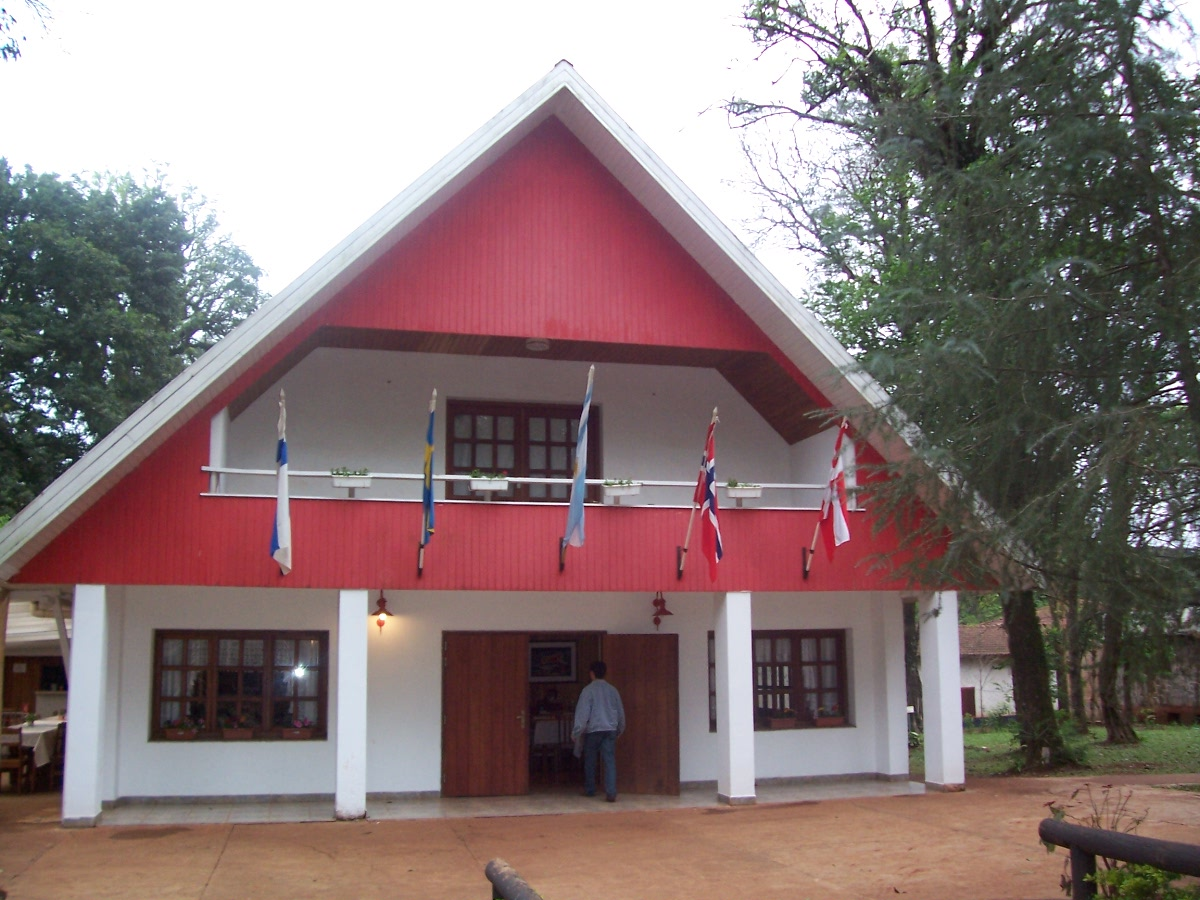
Casa de la Colectividad Nórdica, en el Parque de las Naciones, ciudad de Oberá, provincia de Misiones. Abierta al público cada año durante la Fiesta Nacional del Inmigrante, donde los descendientes de noruegos, finlandeses, daneses y especialmente de suecos, ataviados con trajes típicos reciben con comidas tradicionales de los países nórdicos a los visitantes. Aquí se celebraron las últimas Jornadas Argentinas de Folkedans en 2013.

Los noruegos están muy presentes en la historia de la Provincia de Misiones, especialmente en la ciudad de Oberá, donde junto a otros colonos de origen europeo, sobre todo escandinavo, fundaron las bases de lo que hoy es aquella ciudad. Entre los primeros pobladores que llegaron a tierras misioneras se encuentran Pedro y Juan Constantín, Luciano Blanchard y Mauricio Bruel, de nacionalidad francesa; Pablo Juritsch, austríaco; Thorleif Bogh y Gúnnar Qviding, noruegos; Carlos Eckström y Herman Kallsten, suecos; y Samuel Hahstrasser junto a Herman Rudel, venidos desde Alemania. Los últimos escandinavos en asentarse en Misiones fueron, en la década de 1930, inmigrantes noruegos, daneses y algunos suecos.

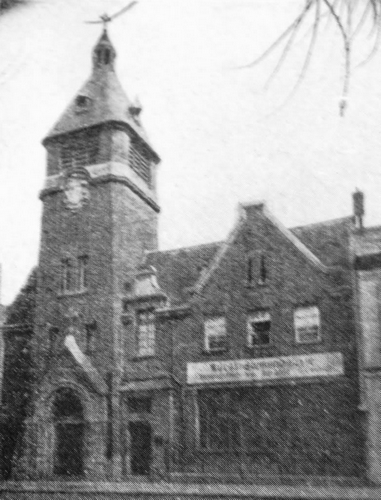
Iglesia de los Marineros Noruegos de Buenos Aires en 1918. La piedra fundamental se colocaría en 1916.

En La política colonizadora en la Provincia de Buenos Aires (1854-1930), Manuel Bejarano expone la descripción del territorio misioneros y sus pobladores mediante el siguiente testimonio de dos personas entre 1929 y 1930:

"En las colonias de Azara, Apóstoles, Tres Capones, Cerro Azul, Corpus y Gobernador Roca predominan los colonos polacos y ucranianos. En Santo Pipó suizos franceses. En Bompland, Guaraní y Cerro Corá familias alemanas y finlandesas. En Santa Ana y San Ignacio, paraguayos y brasileños. En Yabebiry, pocos argentinos pero sí paraguayos, brasileños y algunos alemanes. En San Javier, Ensanche, Itacaruaré y Concepción de la Sierra en su mayoría son brasileños y argentinos criollos; hay algunos italianos. En Puerto Rico, Montecarlo, Eldorado y Libertador San Martin son en su mayoría alemanes, alemanes brasileños, suizo-alemanes y polaco-alemanes. En Oberá, suecos y noruegos. Japoneses en Jardín América y Puerto Luján...(en) Picada Sueca y Finlandesa predominan los suecos y finlandeses".

En el libro La Argentina en el siglo XX, publicado por la Universidad de Quilmes y cuyo autor es Fernando Aliata, se cita un caso de un matrimonio noruego-ucraniano en Misiones y su dieta en su nuevo país:

En el caso de un matrimonio mixto, noruego/ucraniano, los almuerzos de una semana están compuestos generalmente de puchero, ñoquis, espaguettis, pollo al horno, arroz blanco con queso o carne o salchichas, berenjenas en escabeche y milanesa a la napolitana. El consumo de mandioca es también importante. Sólo en contextos excepcionales se servirán platos tradicionales que muestran el origen étnico.

Las estadísticas señalan que en Misiones hubo solamente 3 noruegos en 1914 y 19 noruegos en 1947. Llegaron inmigrantes con apellidos como Bothner, Kleiven, Eskerland, Ström y Dale.
Los descendientes de los inmigrantes suecos de Oberá, juntamente a los de los otros inmigrantes escandinavos, formaron la Asociación Concordia en 1954, domiciliada en la calle Gobernador Barreyro de dicha ciudad, que surgía de la antigua Asociación Svea (fundada en 1915). Luego, para participar de la Fiesta Nacional del Inmigrante, pasó a denominarse Colectividad Escandinava y posteriormente Colectividad Nórdica.
La Asociación Noruega del Plata (Det Norske La Plata Samfund) fue fundada en 1896 bajo la presidencia de Mauricio Sundt (hijo del conocido teólogo y sociólogo Eilert Sundt). En 1927 y 1928 contaba con 128 miembros, los que se congregaban para celebrar, entre otras modestas fiestas con banquetes y bailes, el 17 mai o 17 de mayo (Día Nacional de Noruega), celebración que Sundt había procurado aparezca en el primer párrafo de los estatutos de la asociación. La actividad continua más intensa de la asociación fue la ayuda a Noruega, entre 1939 y 1945. La asociación aún continúa con sus locales festivos y cuenta con una pequeña biblioteca en el barrio de San Telmo, Buenos Aires.
Los noruegos contaban desde 1890 con una misión para marineros (o sjømannsmisjon(en)). Desde 1920 en Buenos Aires tuvieron su templo ubicado sobre la Avenida Ing. Huergo entre las calles San Juan y Cochabamba: la Iglesia de los Marineros Noruegos, obra del arquitecto Alejandro Christophersen. Algunos daneses, que eran de culto luterano al igual que los noruegos, acudían al templo cuando aún no existía su iglesia en la década de 1920.
Fue demolida a fines de la década de 1970 cuando se construyó la Autopista 25 de Mayo.
El Club Remeros Escandinavos, fundado por escandinavos en 1912 (sobre todo noruegos, entre ellos Pedro Christophersen), fue un importante punto de encuentro para la 'colonia' noruega. Funcionaba de mismo modo que la Asociación Noruega del Plata: como motivo de encuentro social, centro de información y arena de negocios, además de ser un club de remo.
En 2010 se exhibe la exposición "Noruega y Argentina" elaborada por Knut Djupedal, Director del Museo de la Emigración Noruega, en la Iglesia nórdica de Buenos Aires en el mes de junio y en la Casa Nórdica de Oberá (ubicada en el Parque de las Naciones) en el mes de septiembre en ocasión de la edición 31 de la Fiesta Nacional del Inmigrante. La exposición describe la historia de las relaciones entre Noruega y Argentina. Los títulos de las láminas enseñadas fueron: "Noruega y Argentina, Una exposición de noruegos en Argentina desde 1605", "Juan Bautista Daniel", "Soria Moria", "La navegación y los marineros", "Los hermanos Christophersen", "Don Pedro Christophersen y Roald Amundsen", "Gunnar Lange", "Alejandro Christophersen", "Norah Lange", "Lana Nilssen", "Monrad Wallem", "La Asociación Noruega del Plata y el Club de Remeros Escandinavos", "La ayuda a Noruega de 1939", "Después de 1945" y "Epílogo".

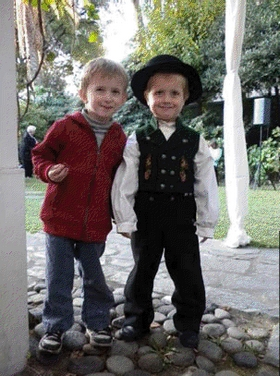
Niños noruego-argentinos, uno de ellos con traje típico, en la celebración del 17 mai (17 de mayo, Día Nacional de Noruega). Los noruego-argentinos y residentes noruegos en Buenos Aires se reúnen cada año, generalmente en la Iglesia Nórdica o en la residencia del Embajador de Noruega, para festejar.

Los noruegos y sus descendientes suelen acudir a eventos que realizan: la Asociación Noruega del Plata, la Embajada de Noruega (como el festejo del 17 de mayo), la Iglesia Nórdica (como el bazar navideño), la Iglesia Dinamarquesa, el Club Sueco, y más recientemente a festejos auspiciados por la Dirección General de Colectividades del Gobierno de la Ciudad Autónoma de Buenos Aires como en el Día del Inmigrante o bien el Buenos Aires Celebra Países Nórdicos. A esto se suman las 'Jornadas Argentinas de Folkedans' que se realizan cada dos años, cuando las colectividades noruega, danesa, sueca y finlandesa, se encuentran para realizar un espectáculo de danzas tradicionales escandinavas. Otro punto de encuentro es el Bar Olsen, en el barrio de Palermo, Buenos Aires, donde la especialidad es la gastronomía nórdica.
En los últimos años ha habido un importante flujo que llega (temporalmente o por algunos años) a Argentina, de los cuales en su mayoría son jóvenes que viajan por razones de estudios y/o en búsqueda de nuevas expectativas. Algunos se radican por cuestiones laborales, vinculados a las empresas noruegas con sede en el país. Entre ellos no faltan quienes contraen matrimonio con argentinos y regresan a Noruega o se establecen en el país y/o alternan su estadía entre los dos países. Muchos de los noruegos que retornan a su país siguen manteniendo un estrecho vínculo con su país de acogida a través de las relaciones culturales o comerciales. En los últimos años, Argentina se ha convertido en uno de los destinos más solicitados para los turistas noruegos y el intercambio comercial y cultural es creciente.

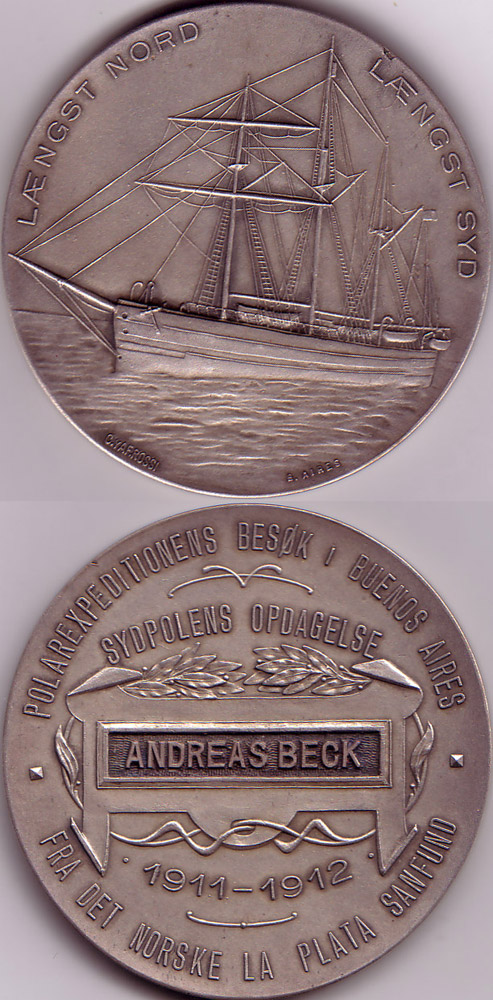
Medallón otorgado a Andreas Beck (Balsfjord, Troms, Noruega, 1864 - cerca a Montevideo, Uruguay, 1914) por la Asociación Noruega del Plata luego de la expedición de Roald Admundsen al Polo Sur.